# コロンビア料理

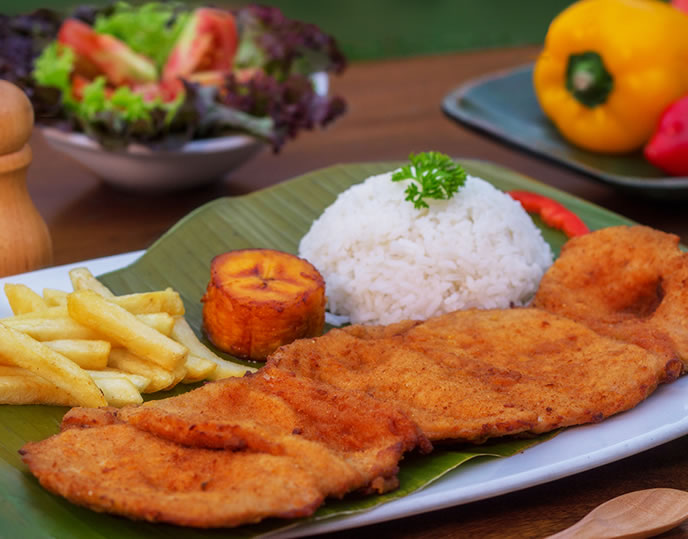
バジェ・デル・カウカ県のカツレツ

コロンビア料理（コロンビアりょうり）は、コロンビアの6つの主要な地域（太平洋、アマゾン、アンデス、オリノコ川、カリブ海、島嶼部）の伝統的な料理の総称である。コロンビア料理は地域によって異なり、特に先住民のコロンビア料理、スペイン料理、アフリカ料理の影響を受けており、一部の地域ではアラブの影響も受けている。さらに、コロンビアは世界で最も生物多様性の高い国の1つであり、地域に応じて入手可能な原料の種類が最も豊富な国の1つである。

## 歴史
コロンビア料理は、アフロカリブ海の影響を強く受けた先住民と、ヨーロッパの伝統のユニークなブレンドである。ヨーロッパ人の征服前の2つの最大の先住民グループは、カリブ海沿岸に住んでいたタイロナ人と、南の高地に住んでいたムイスカ人であった。トウモロコシを挽いたアレパは、コロンビア料理の中で最も古い調理済み料理の1つである。この名前は、チブチャ語のトウモロコシの言葉に由来すると考えられている。アレパは人気のあるモダンなコロンビア料理である。

## 郷土料理

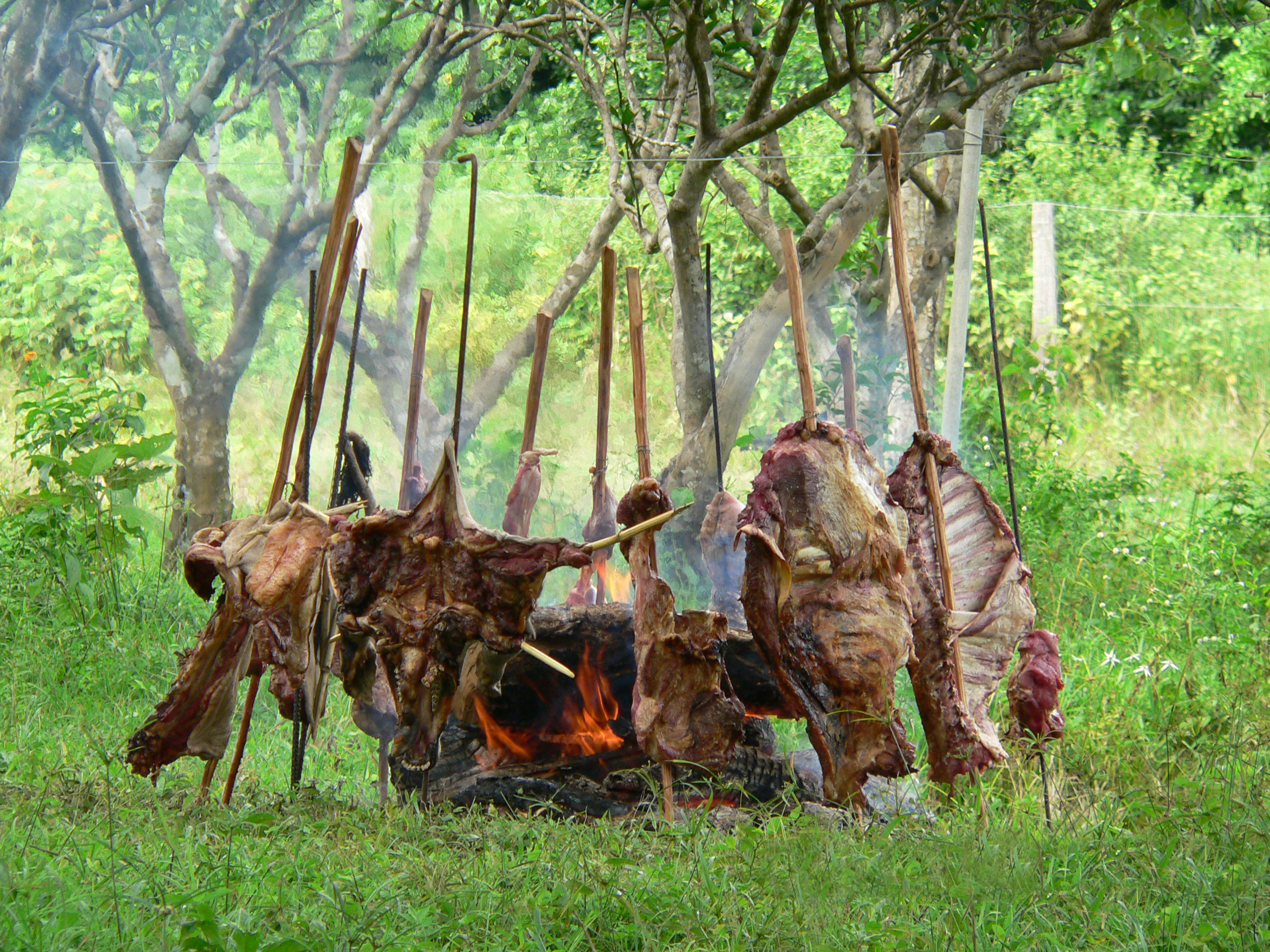
アサード (mamona)

コロンビアの多様な料理は、その多様な動植物、およびいくつかの民族グループの文化的伝統に影響されている。コロンビア料理と食材は地域によって大きく異なる。最も一般的な成分のいくつかは次の通り。米やトウモロコシなどの穀物。ジャガイモやキャッサバなどの塊茎。各種マメ科植物。牛肉、鶏肉、豚肉、ヤギなどの肉。魚介類。コロンビア料理には、ケープグーズベリー、フェイジョア、アラザ、ドラゴンフルーツ、マンゴスチン、グラナディラ、パパイヤ、グアバ、ブラックベリー、ルロ、サワーソップ、パッションフルーツなどのさまざまなトロピカルフルーツが用いられる。
最も代表的な前菜とスープには、パタコン（調理用バナナのフライ）、サンコチョ・デ・ガリーナ（根菜入りチキンスープ）、アヒアコ（ジャガイモとトウモロコシのスープ）、ブニュエロ（クリスマスシーズンの揚げパンのフリッター）がある。
代表的な軽食とパンは、パンデボノ、アレパ（トウモロコシ粉のパン）、アボラジャドス（チーズと甘いプランテンの揚げ物）、トルタデチョクロ、エンパナーダ、アルモハバナスである。
代表的なメインディッシュは、バンデハ・パイサ、レチョナトリメンス、タマル、そして特にスエロ、コステニョチーズ、キッベ、カリマニョーラ。沿岸地域でのアロスデリサなどの魚料理である。
代表的なサイドディッシュは、papas criollas al horno（ローストアンデスポテト）、papas chorreadas（チーズ入りポテト）、およびarroz con coco（ココナッツライス）である。一般的に国の果物や野菜は非常に自然で新鮮である。
代表的なデザートは、ナティラ、トルタマリアルイサ、グアバ（グアバゼリー）、コカーダ、カスキートスデグアヤバ（グアバの皮のキャンディー）、トルタデナタス、オブレア、フランデアレキペ、ロスコン、ミルホハで作られたボカディージョである。レッシュケーキ（3種類のミルクに浸したスポンジケーキ）もある。
典型的なソースは、トマトとタマネギソースのhogaoと、多くの料理やサイドの調味料として使用されるスパイシーな生のコリアンダーベースのソースであるají（アヒ）である。
代表的な飲料には、コーヒー（ティント。スペイン語でTintoは赤ワインの意味だが、コロンビアでは黒砂糖と煮出したコーヒーを意味する）、シャンプス、コラード、ルラダ、アベナコロンビアナ、サトウキビジュース、アグアパネラ、ホット・チョコレート、フレッシュフルーツジュース（砂糖と水または牛乳で作られることが多い）がある。
地域の気候の違いを考慮した料理は多種多様である。

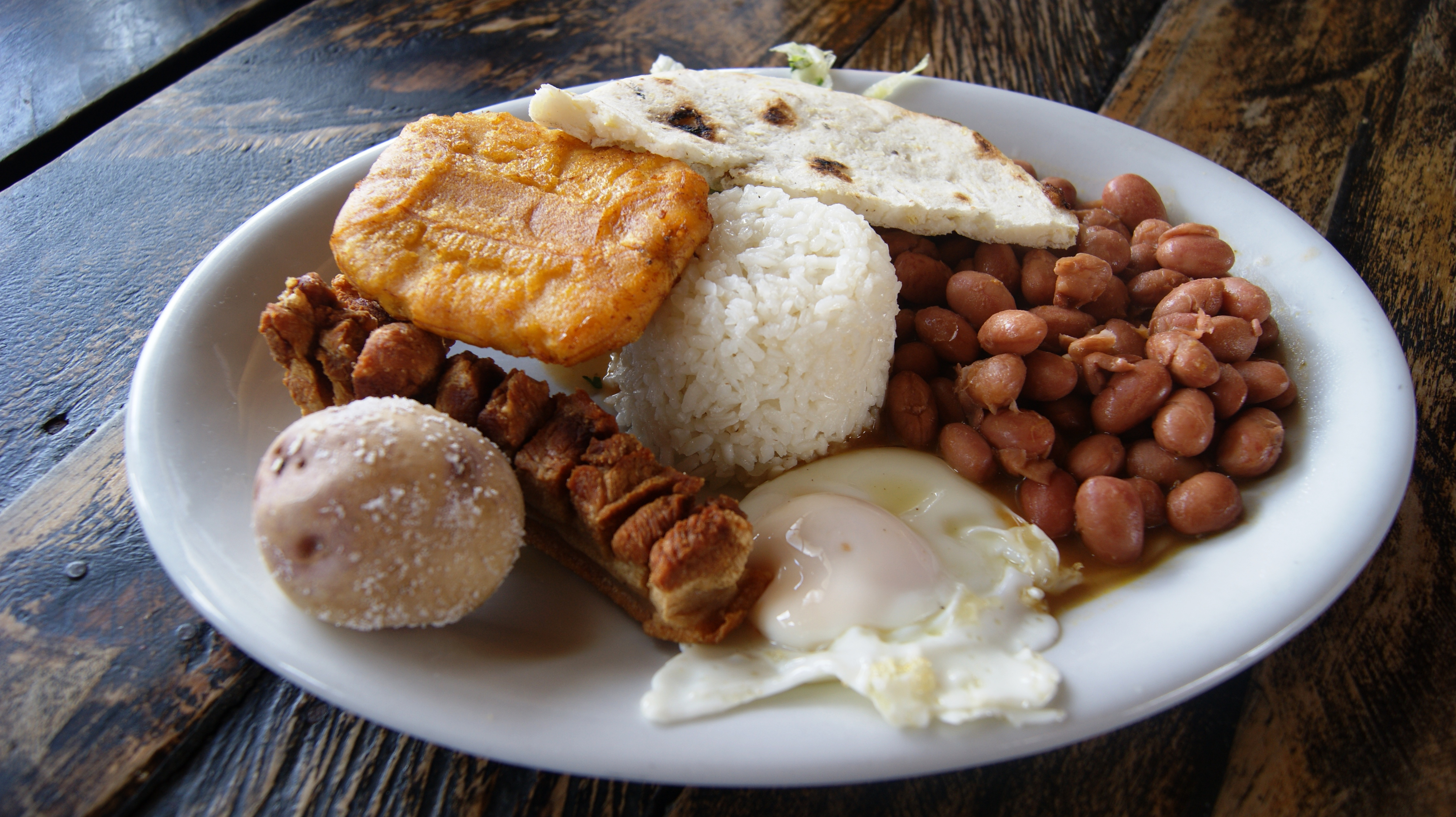
コロンビア・アンティオキア県のバンデハ・パイサ

- メデジンでは、典型的な料理はバンデハ・パイサである。パイサ地方（コロンビア西部アンティオキア県）独特のこの料理は労働者向けの非常にボリュームのある食事であり、豆、ご飯、ひき肉またはアサード、チョリソ、目玉焼き、アレパ、チチャロン（豚皮の油揚げ）が大皿に盛られて出される。通常、アボカド、トマト、特別なソースが添えられている。
- カリの街で最も伝統的な料理は「サンコチョ・デ・ガリーナ」で、主に鶏肉、プランテン、トウモロコシ、コリアンダー、ユカの根、その他の調味料で構成されたスープである。サンコチョは通常、ご飯、トスターダ（フライドプランテン）、ホガオ（トマトとオニオンソース）で覆われた鶏の脚、アボカドのスライスと一緒に出される。街はエンパナーダ（ジャガイモと肉を詰めた揚げトウモロコシ生地）、マラニタス/プエルキタス（チチャロンを詰めたプランテンのフライドボール、ポークの皮としても知られている）、パンデボノ（ユッカ生地で作ったチーズパン）、アボラジャドス（チーズを詰めて揚げたプランテンにグアバペーストを添えたフライ）でも知られている。
- ボゴタとアンデス地域では、アヒアコが伝統的な料理である。鶏肉とじゃがいもを使ったスープの一種で、地元産の「グアスカ」と呼ばれるハーブで味付けされている。
- カリブ海沿岸では、魚やアカザエビなどのスパイシーな料理を見ることができる。ココナッツライスは沿岸都市で一般的な料理である。カリブ海の料理もアラブの伝統に影響を受けており、Kibbehなどの料理がある。
- リャノでは、「テルネラ・ラネラ」などのバーベキュー肉や「アマリロ」などの子牛肉がよく食べられる。
- アマソナス県では、料理はブラジルとペルーの伝統に影響を受けている。
- 内陸部では、料理はアメリカとヨーロッパの料理の組み合わせを反映しており、地元の農業、畜産業、川釣りの製品を使用している。バジェドゥパールのサンコチョスープや、トウモロコシベースのパンのようなアレパなどが代表的。グアラティナジャのような地元の動物種は、ワユー族の文化の一部である。
- ナリーニョ県のアンデス地方では、インカ料理の影響を受けており、伝統的な料理はモルモットの煮物（cuy asado）である。
- トリマ県地域では、タマレストリメンスは珍味である。これらのタマルはトウモロコシの生地でできており、エンドウ豆、ニンジン、ジャガイモ、米、鶏肉、豚肉、そしてさまざまなスパイスが特徴である。それらはバナナの葉で包まれ、3〜4時間煮沸される。パンデボノはホットチョコレートと一緒に朝食に食べられる。
- サンアンドレス島、プロビデンシア島、サンタカタリナ島では、主な料理は、ココナッツミルク、魚、コンク、キャッサバの根（ユカ）、サツマイモ、白ヤム、カボチャを唐辛子で味付けしたシーフード料理である。珍味とされるカニのスープもある。

## 料理と食べ物

### 前菜とおかず
- アレパ

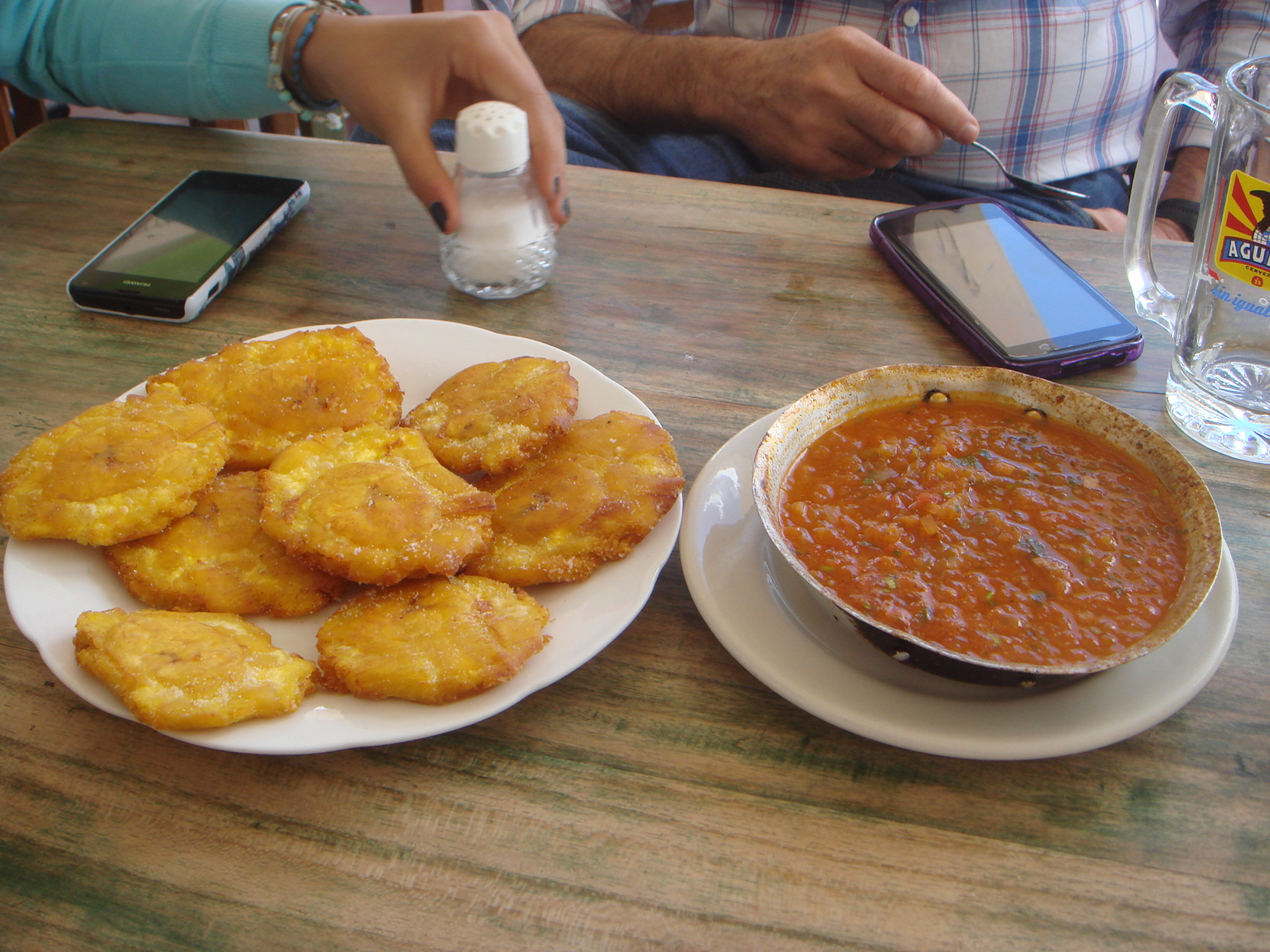
パタコンとホガオ

- アボラジャドス（チーズを詰めたプランテンの揚げ物）
- アロスコンココ（ココナッツとレーズンのご飯）
- アッタラエビガタ（ハキリアリのロースト。サンタンデール県の名物）
- ButifarraSoledeñas（ソレダッドのソーセージ。アトランティコ県名物）
- カリマニョーラ（コロンビア風ミートパイ）
- チンチュリン（豚、子羊、牛の小腸）
- ホガオ（青ネギとトマトの炒め物）
- ケソブランコ（白いチーズ）
- スエロ（サワークリームに似た調味料）
- パタコン（プランテンを潰して油で揚げたもの）
- エンパナーダ（挽肉入りのパイ）
- チチャロン（豚皮のフライ）
- Lentejas（レンズ豆のスープ）

### パン
- アルモハバナ（チーズ入りパン）

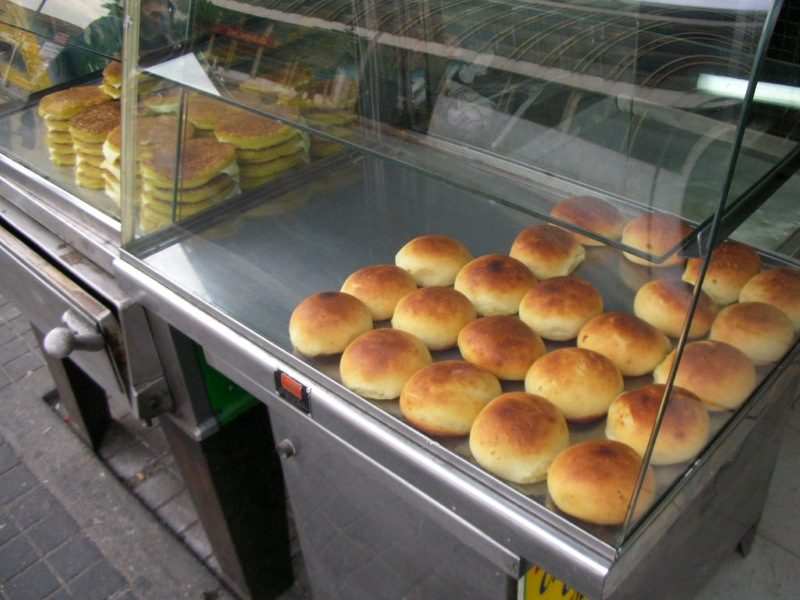
アルモハバナ

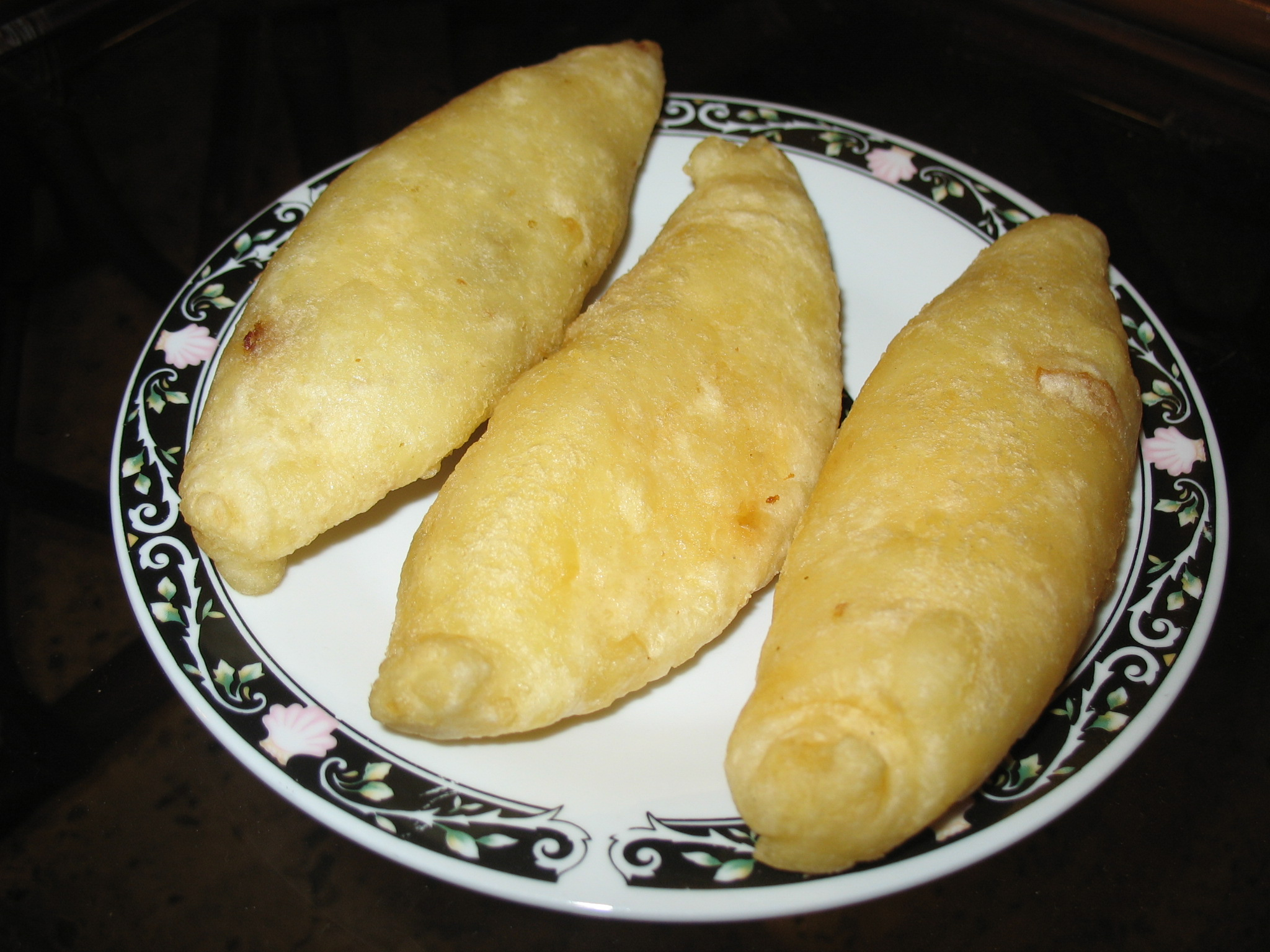
カリマニョーラ

- ポジョ（トウモロコシを煮たもの。ポレンタに似た料理。チーズやバターを添える）
- ブニュエロ（揚げドーナツ）
- カンナのビスケット
- カリマニョーラ
- ガルラ（トウモロコシのロールパン）
- Pandesagú（サゴヤシのパン）
- パンデボノ（キャッサバ、チーズ、卵で作るパン。ホットチョコレートと食べる）
- パン・デ・ユカ（キャッサバとチーズのパン）
- Roscón（ベーグルの一種）

### 果物

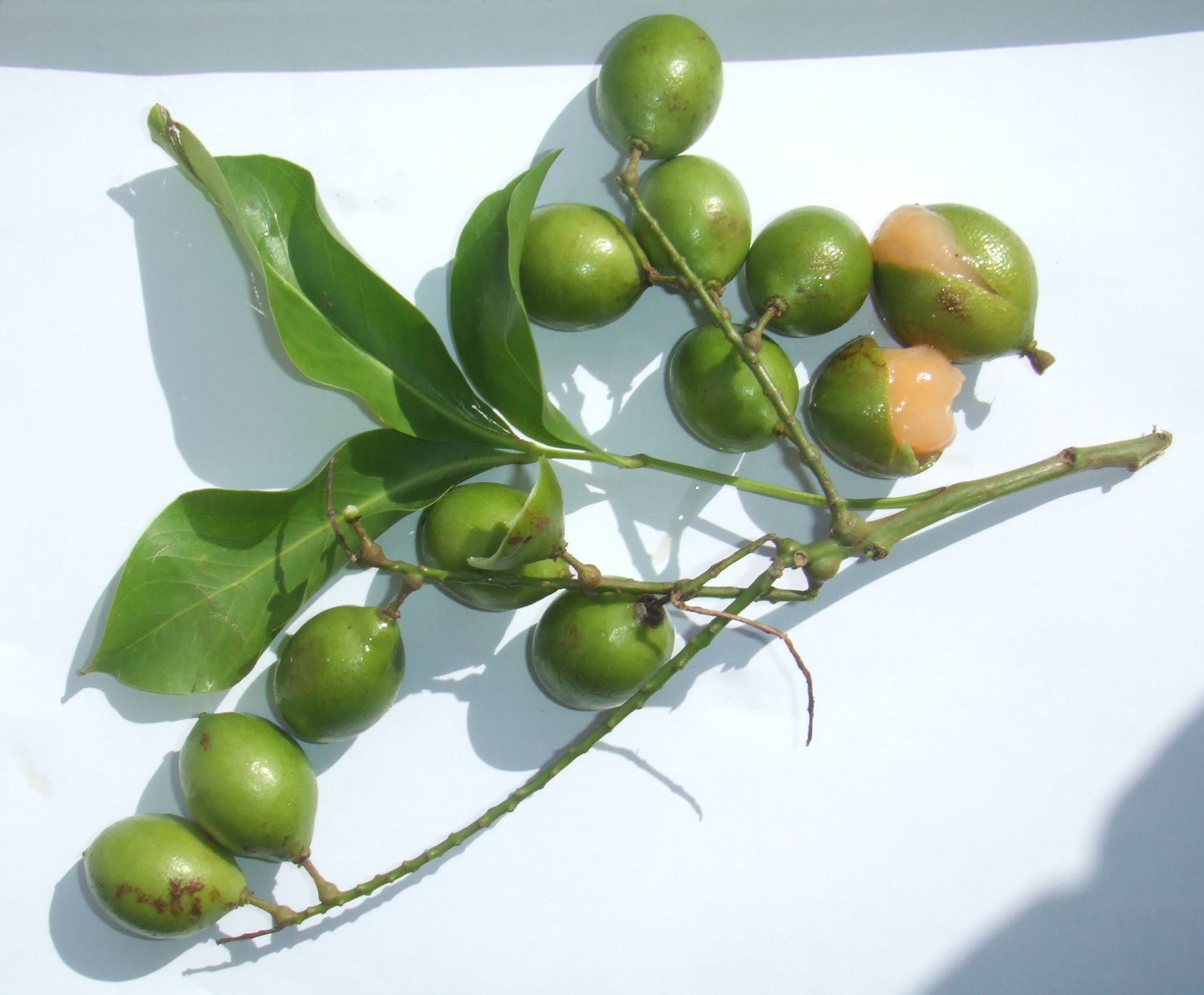
マモン (Melicoccus bijugatus)

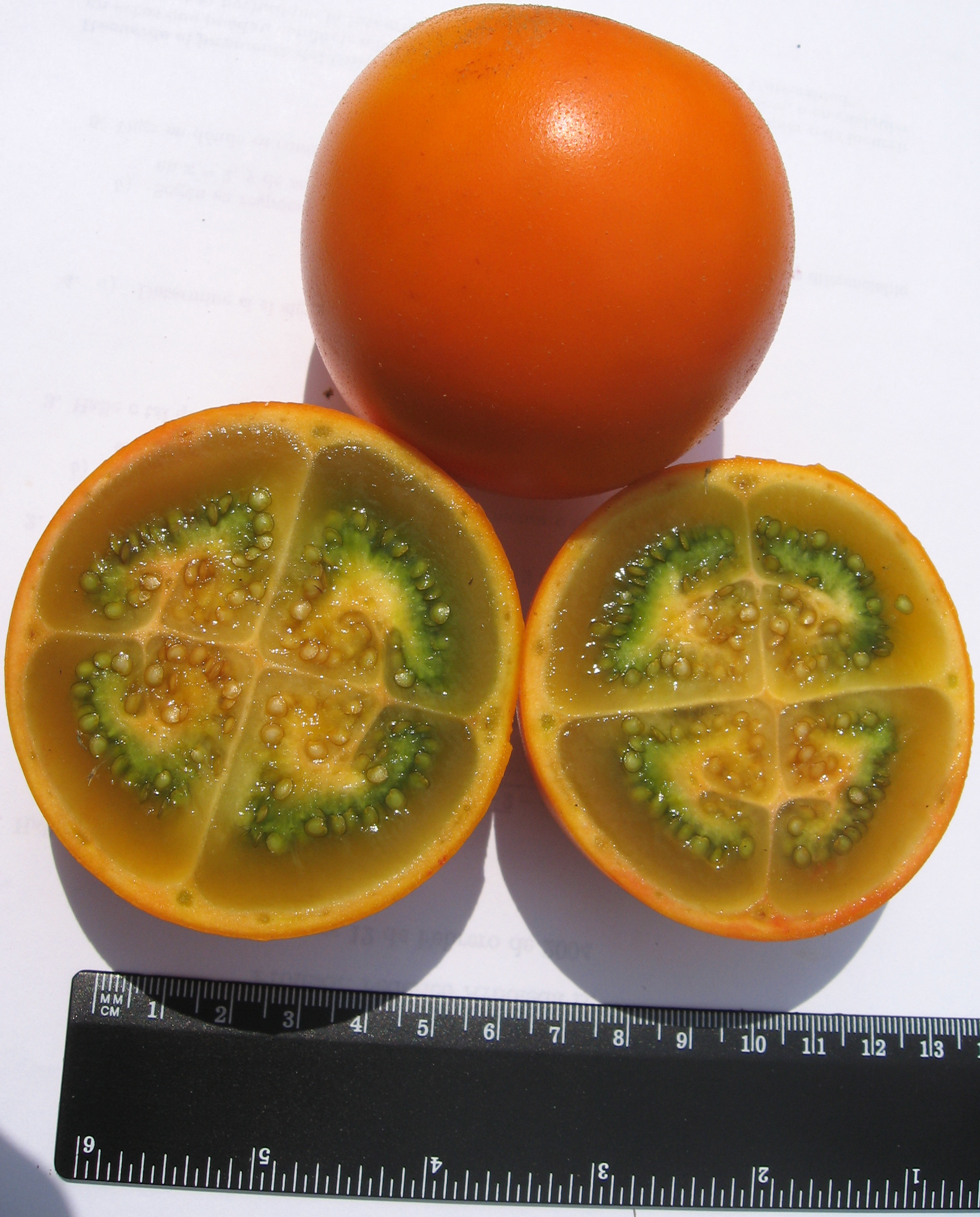
ルロ

果物やジュースの屋台はコロンビア全土に豊富に存在している。熱帯に属するコロンビアでは非常に多種多様の果物が生産されており、他の地域では見られない数多くの品種が存在する。
- マモン
- ルロ

### 主菜
- アロス・コン・ポーヨ
- バンデハ・パイサ（パイサ地方の郷土料理）
- Cuchuco（ボヤカ県のスープ）
- キュイアサード（モルモットの炒め物。ジャガイモとポップコーンを添える）
- Lechona（トリマ県の料理。エンドウ豆、ネギ、米、スパイスを詰めた子豚の丸焼き）
- ピカタ（ピカーダコロンビアーナ。コロンビア風ピカタ）
- タマル（タマレ。鶏肉、ジャガイモ、エンドウ豆、ニンジン、米をバナナの葉に包んで蒸し焼きにしたもの）
- フリタンガ（肉料理）
- フリジョアーダ（豆料理）

### スープ
- チャングア（卵入りミルクスープ）
- Caldo de costilla（朝食に食べられる。二日酔いに効くという）
- ロクロ（アンデス地方のシチュー）
- モンドンゴ（もつ煮込み）
- サンコチョ（チキンスープ）
- アヒアコ

### デザート
- ドゥルセ・デ・レチェ（ミルクキャラメル）
- ボカディージョ（グアバとパネラ（黒糖）の菓子）
- Leche asada（焙煎ミルク）
- マンジャーブランコ（ミルク菓子）
- マザモラ（トウモロコシの飲料）
- パステルデグロリア（グロリアケーキ。グアバのゼリー）
- Postre de natas（ミルク、卵黄、シロップのデザート）
- Torta Maria Luisa（マリア・ルイサケーキ）
- トレスレチェケーキ（ミルクケーキ）

コロンビア料理
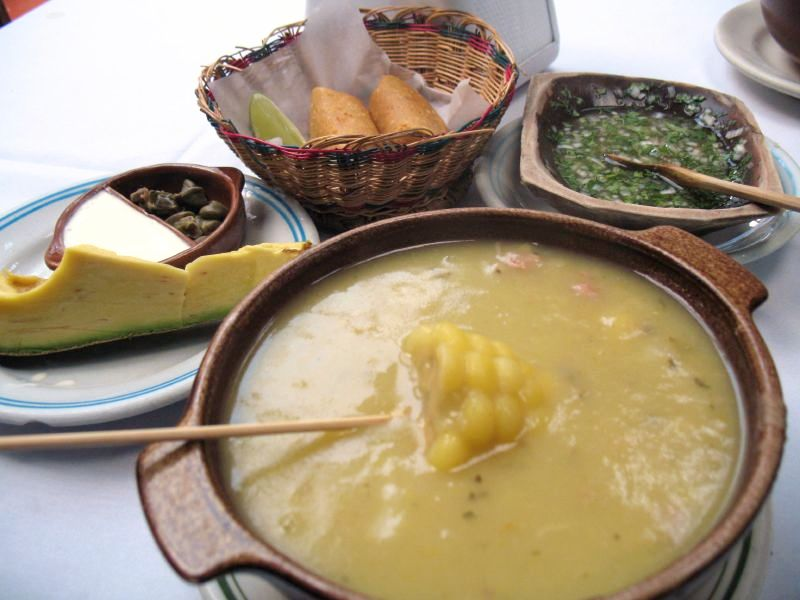
アヒアコのスープは通常、クリーム、ケッパー、アボカドを添え、食べる直前に混ぜ合わせて提供される。
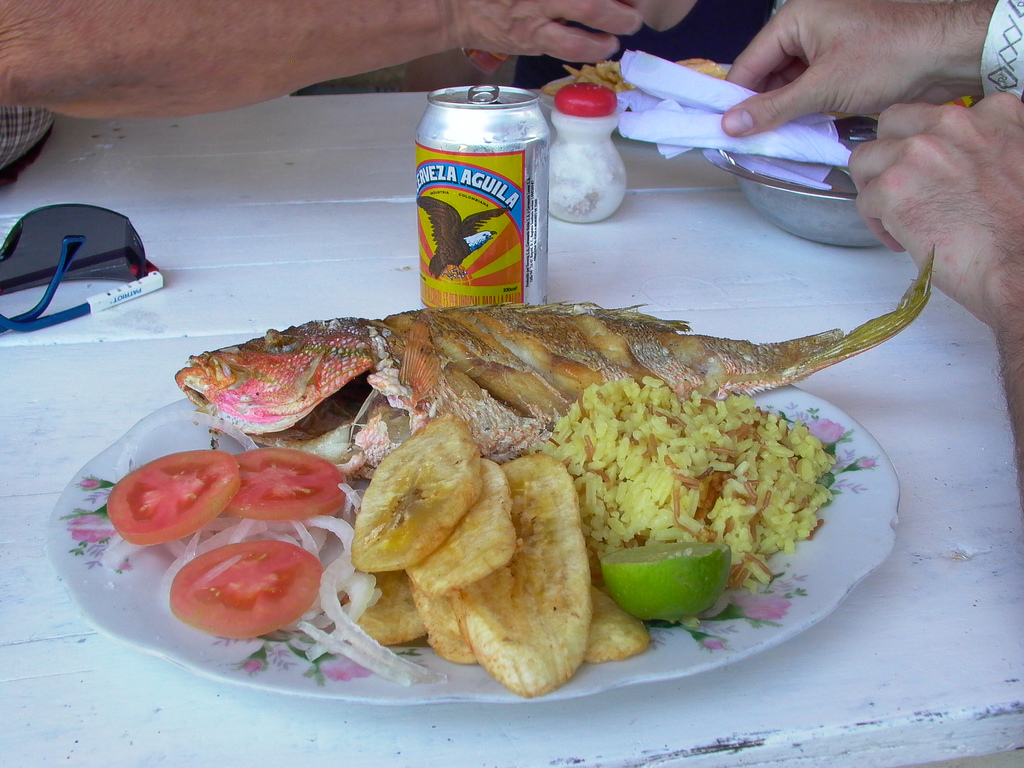
真鯛の炒め物、プランテンの炒め物、ご飯、トマト。
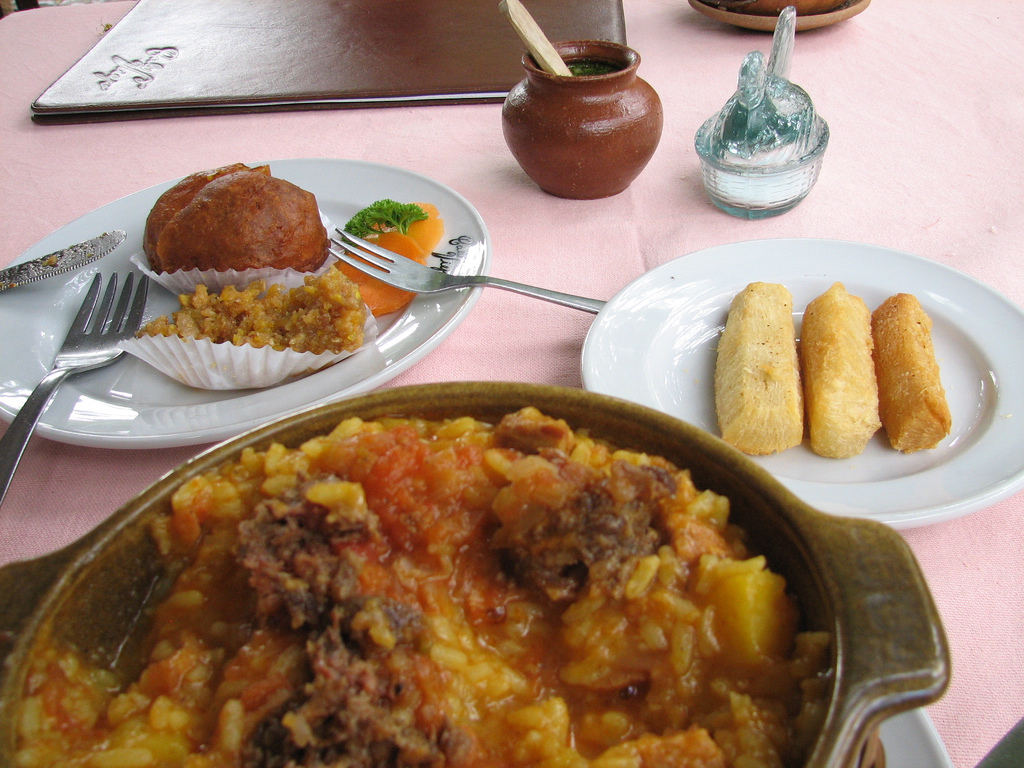
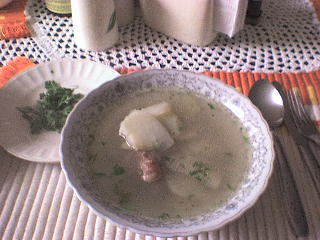
コリアンダーの葉を添えたカルドデコスティラ
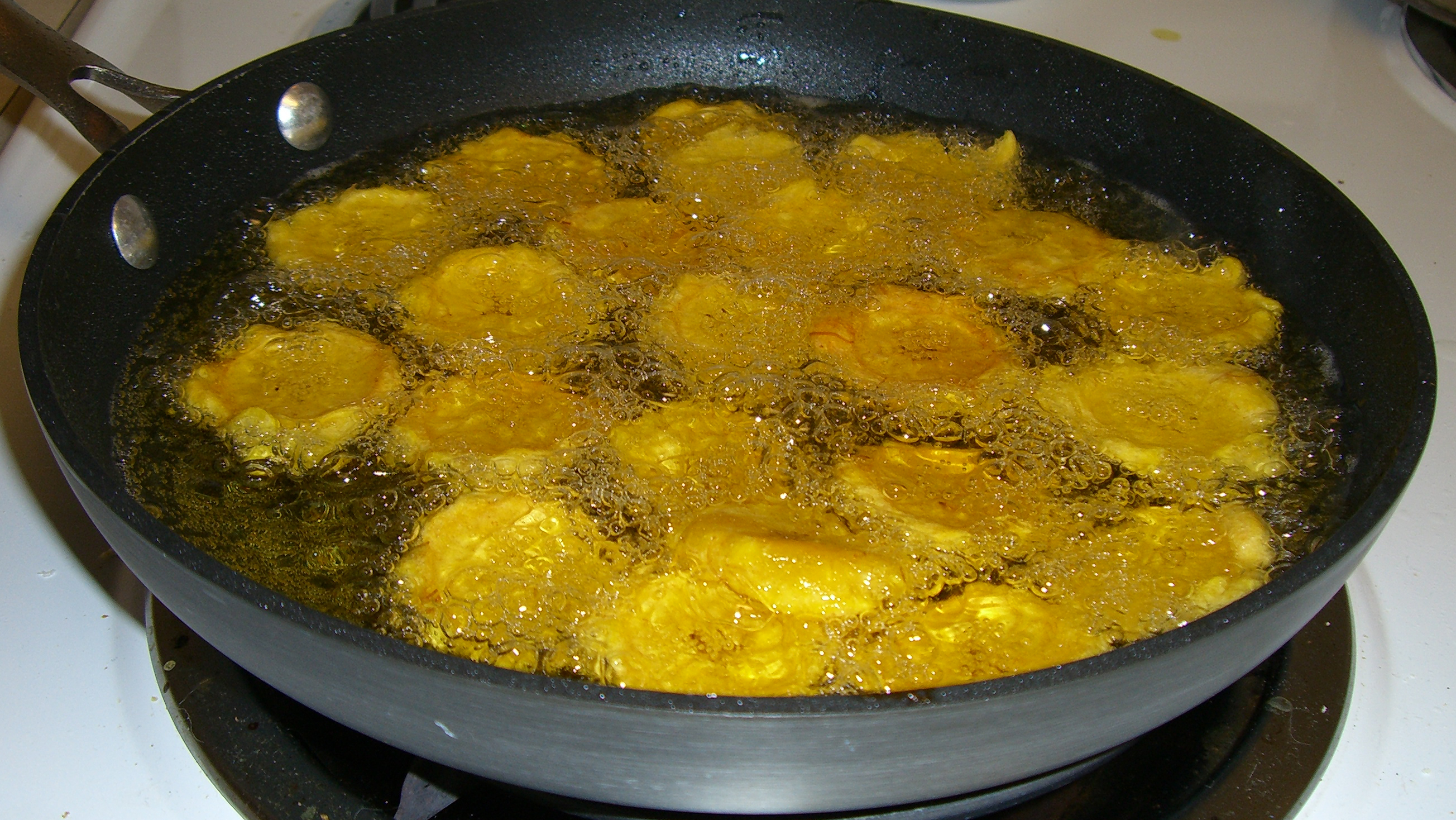
パタコンは2回揚げられる。前菜、おやつとしてよく使われる。
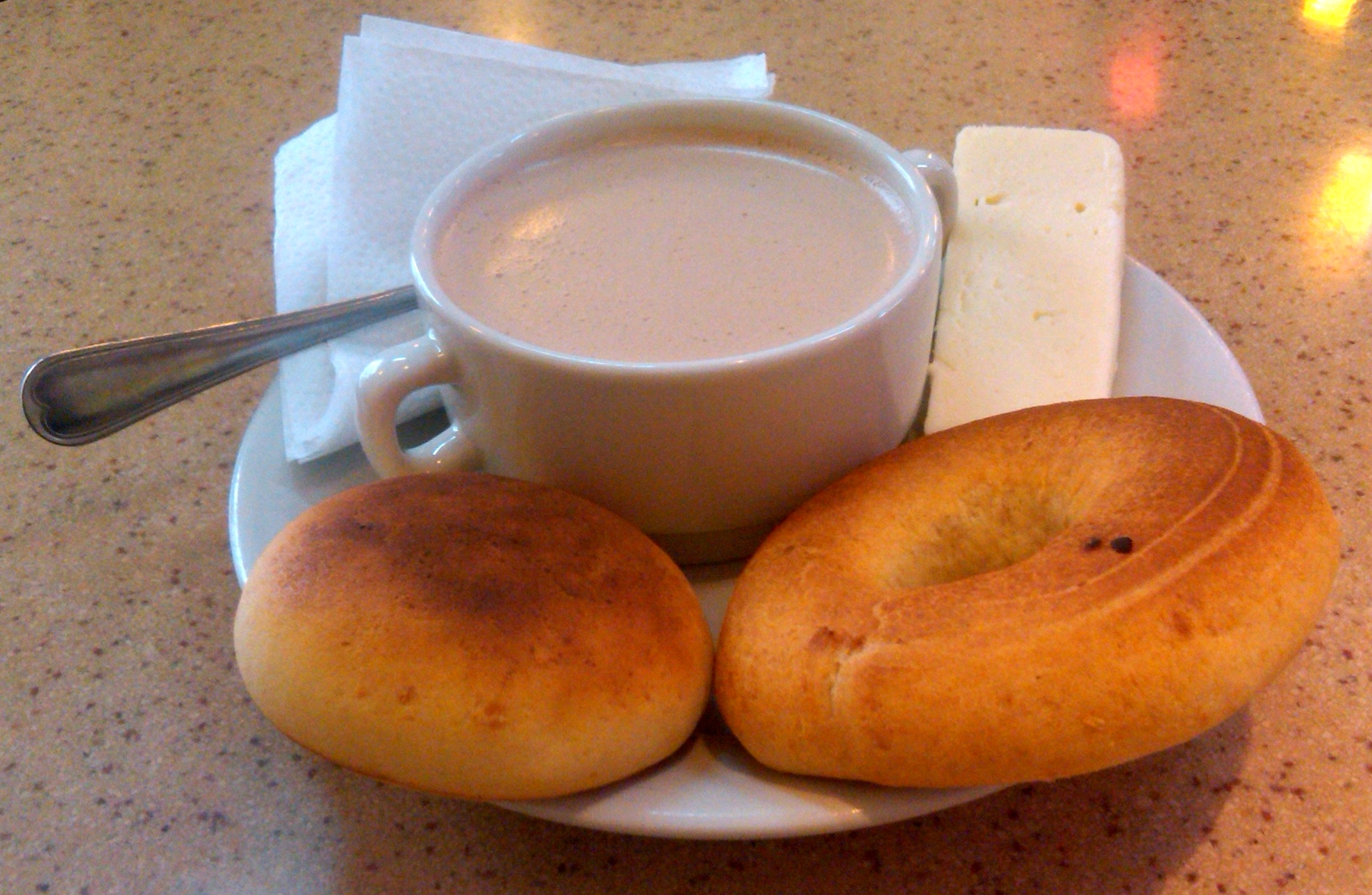
ボゴタの伝統的な朝食：チーズ、アルモハバナス、パンデケソのホットチョコレート
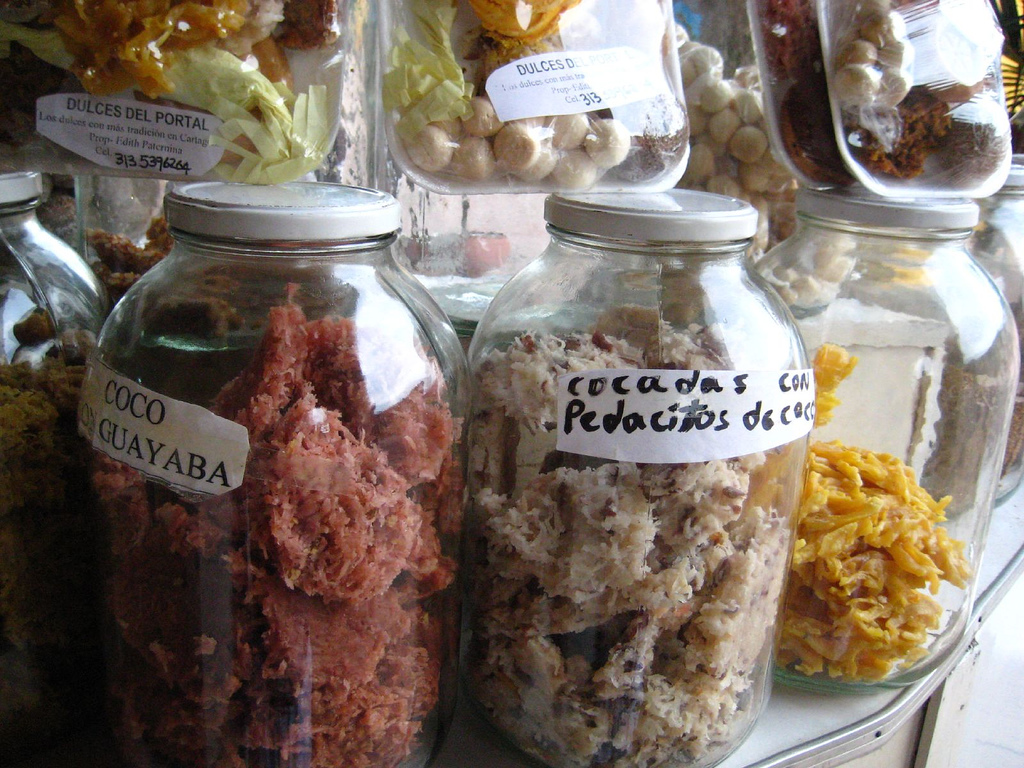
コカーダ
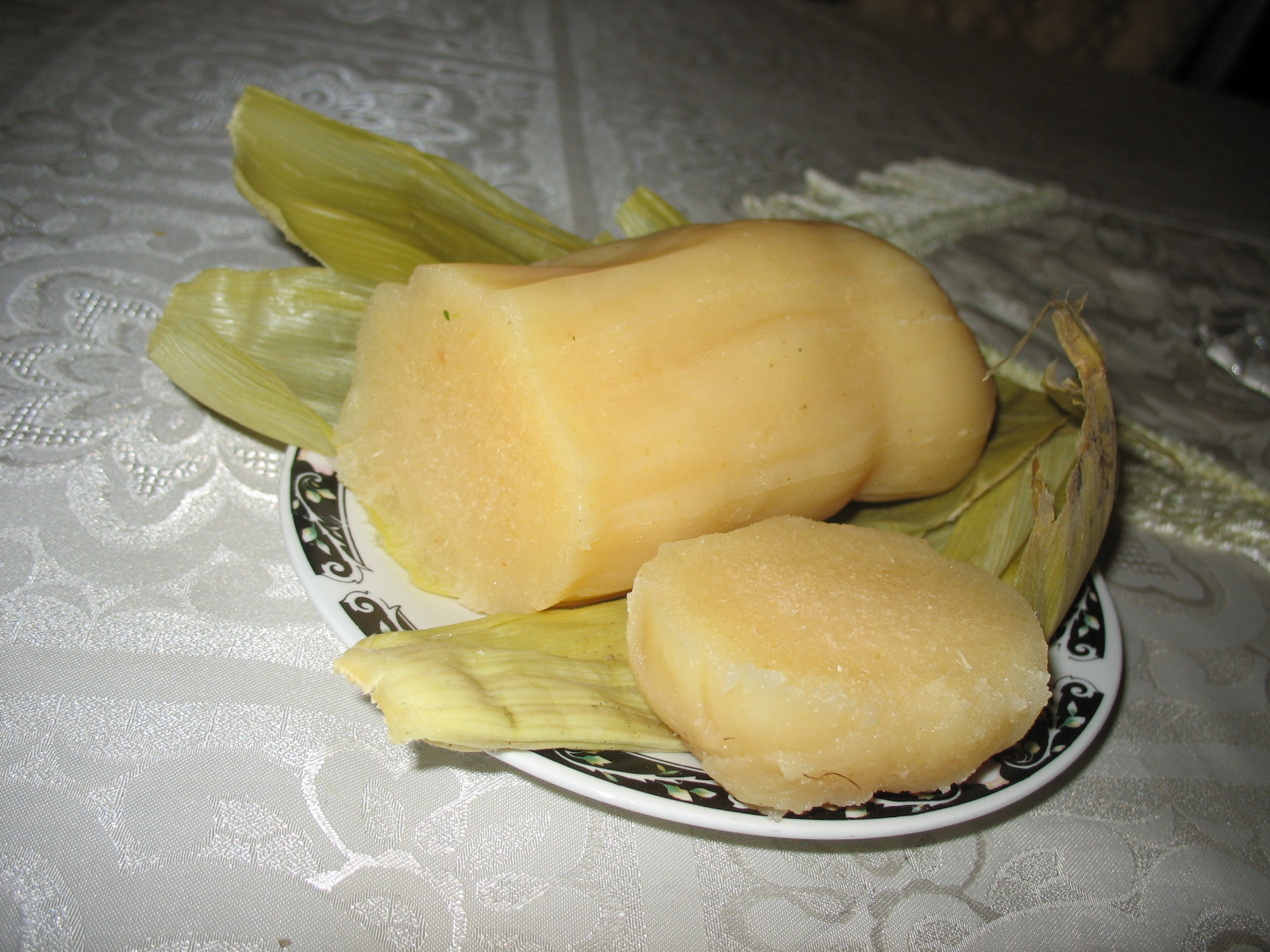
ボロデユカ
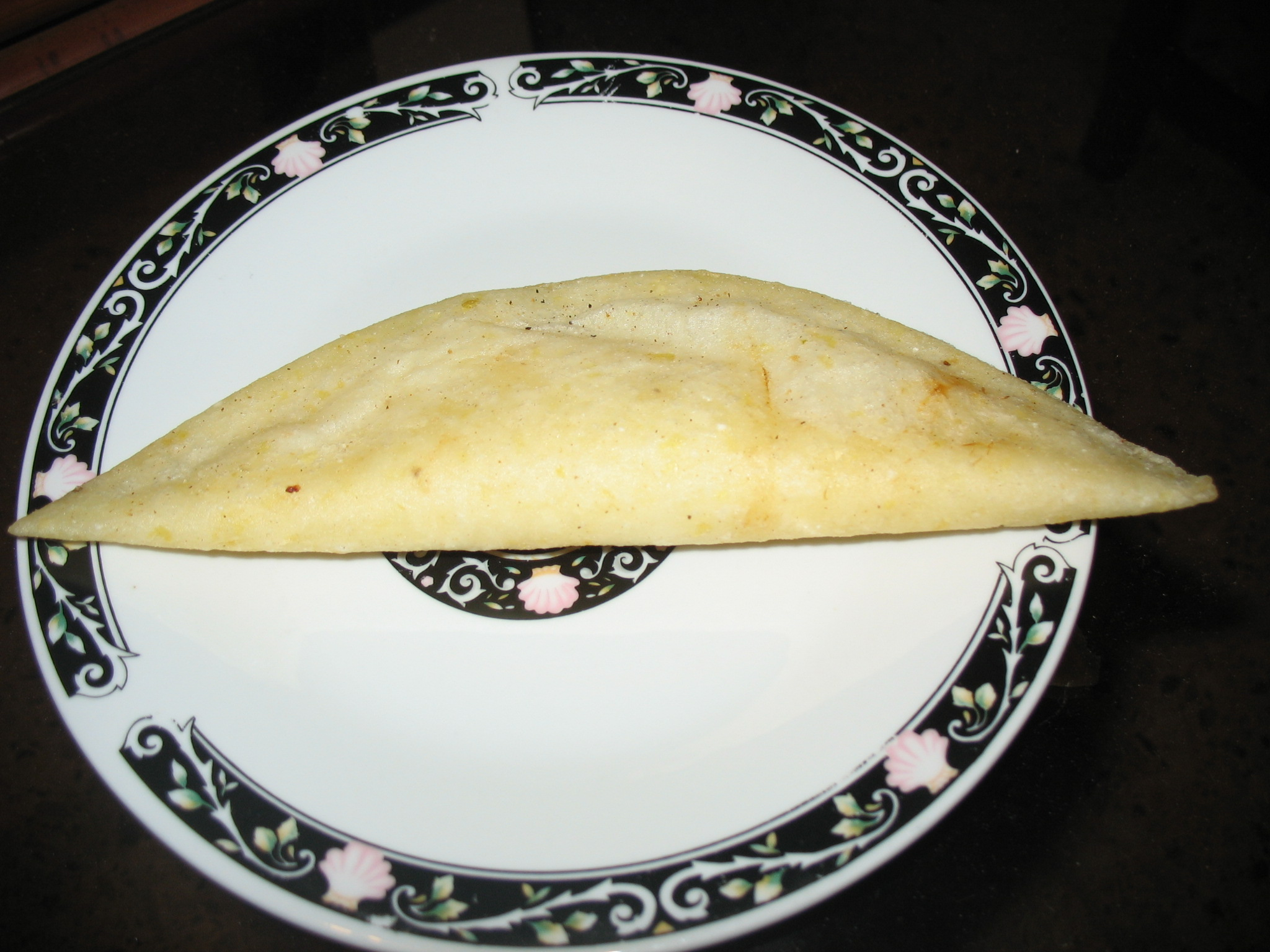
エンパナーダバランクイレラ
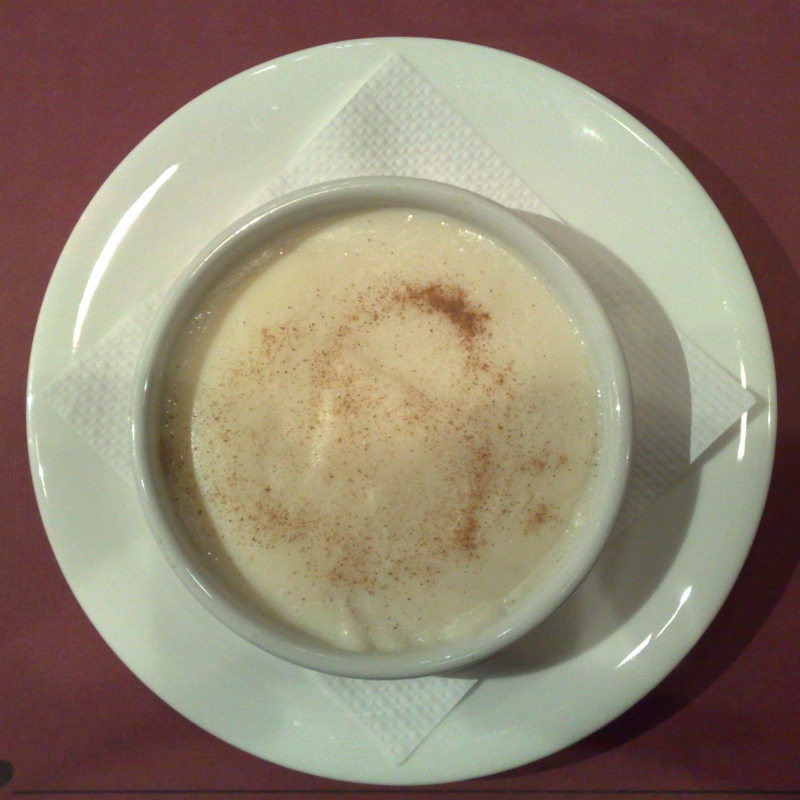
マンジャーブランコ
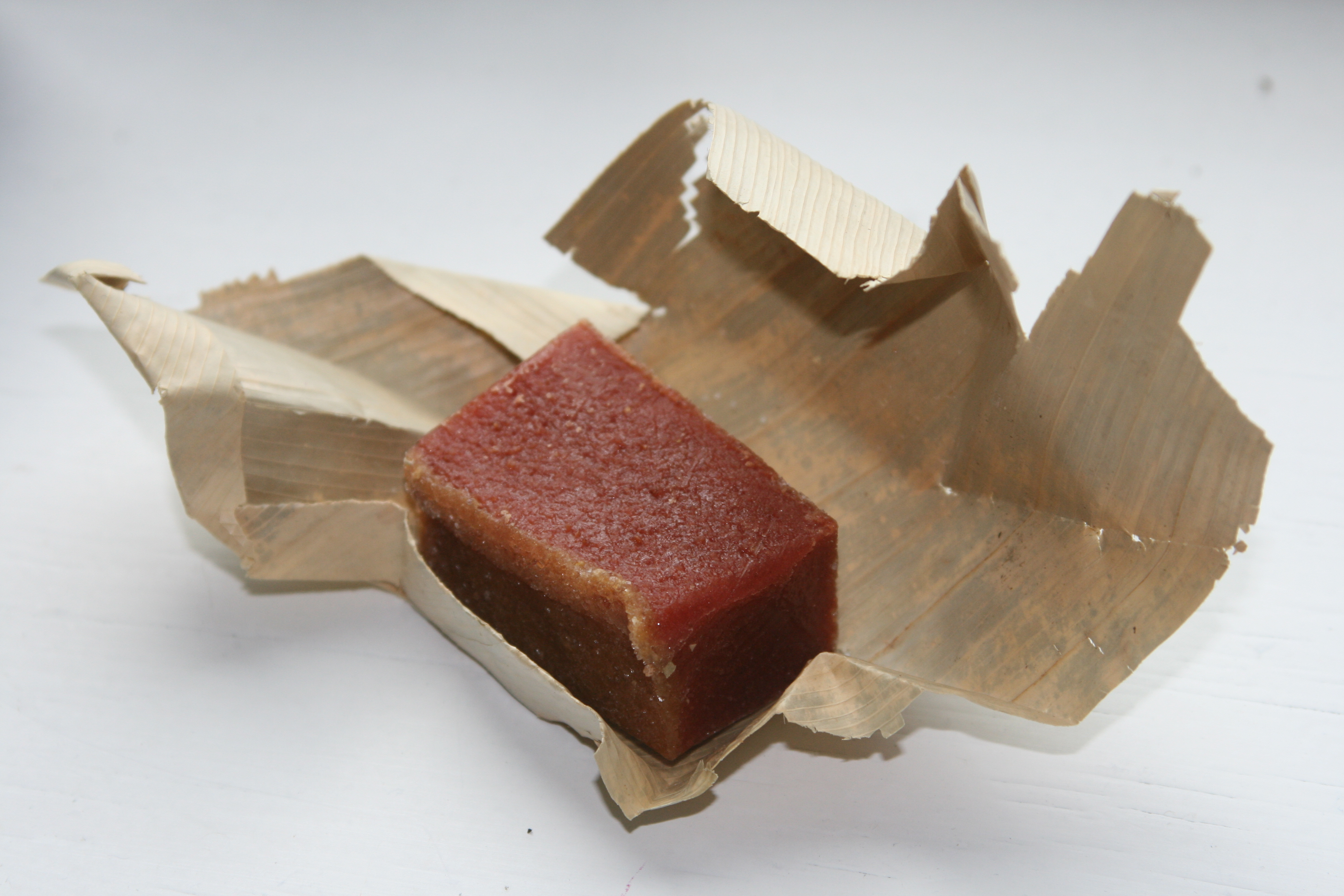
葉のパッケージとボカディージョ。
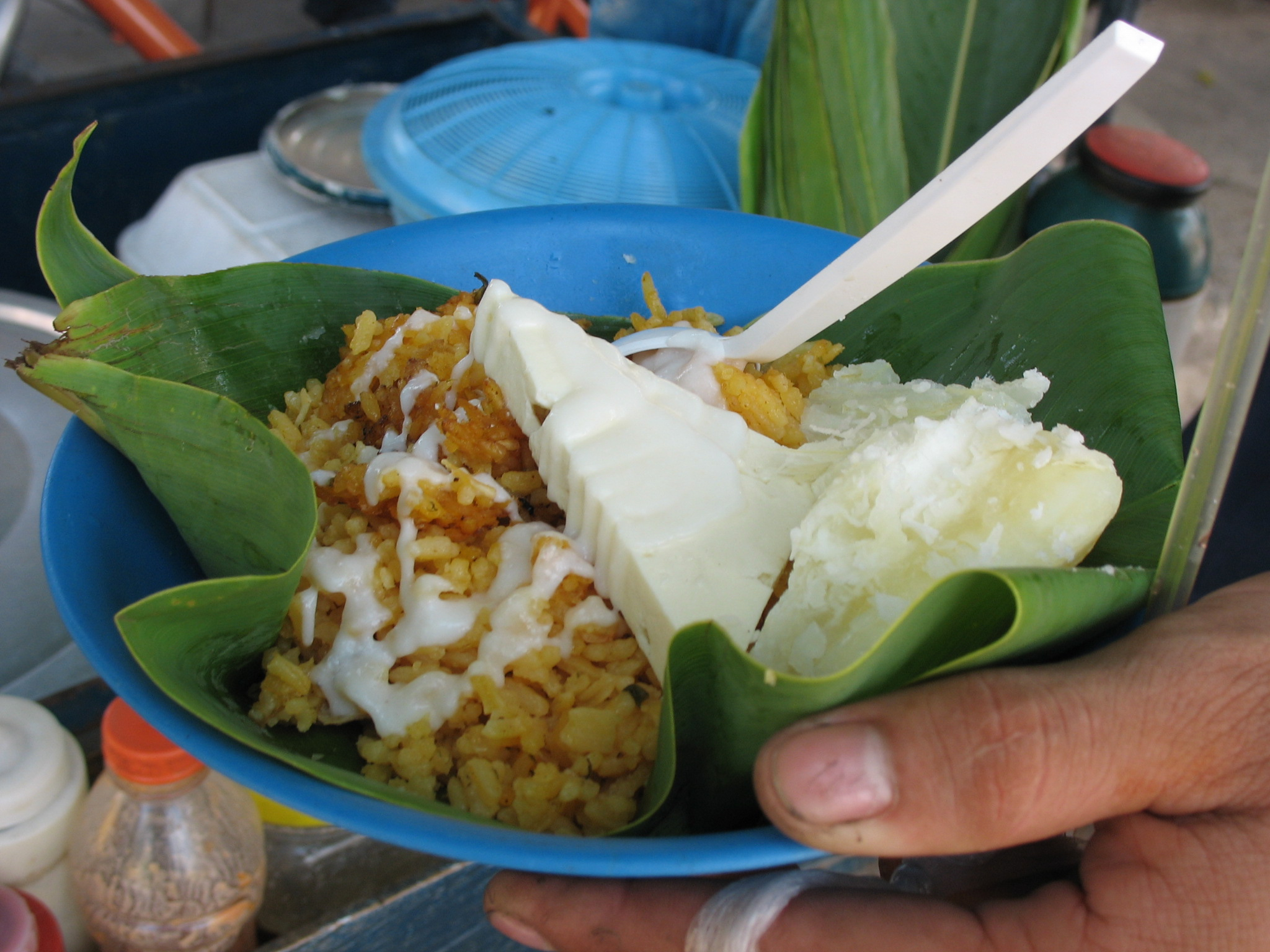
アロスデリサ

### 飲料

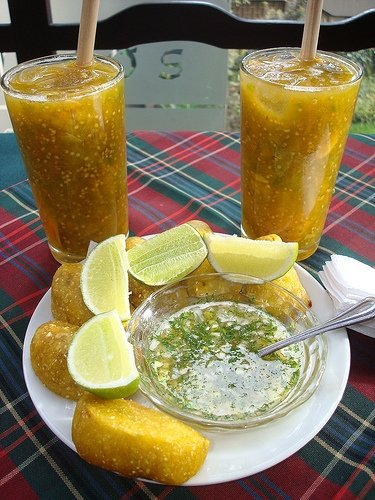
ルラダ

コロンビアはフルーツジュースの1人当たり消費量が世界で最も多い国の1つである。コロンビアのコーヒーは品質の高さで世界的に評価されており、2011年、ユネスコはコロンビアのコーヒー産地の文化的景観を世界遺産に登録した。
- アグアパネラ（サトウキビジュース）
- コラド（新鮮なフルーツに氷と加糖練乳を加えた飲料）
- ポストボン（コロンビアの飲料メーカー）

コロンビアの飲料
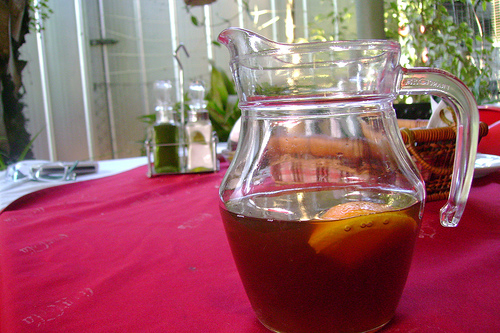
チチャモラーダとピペニョ
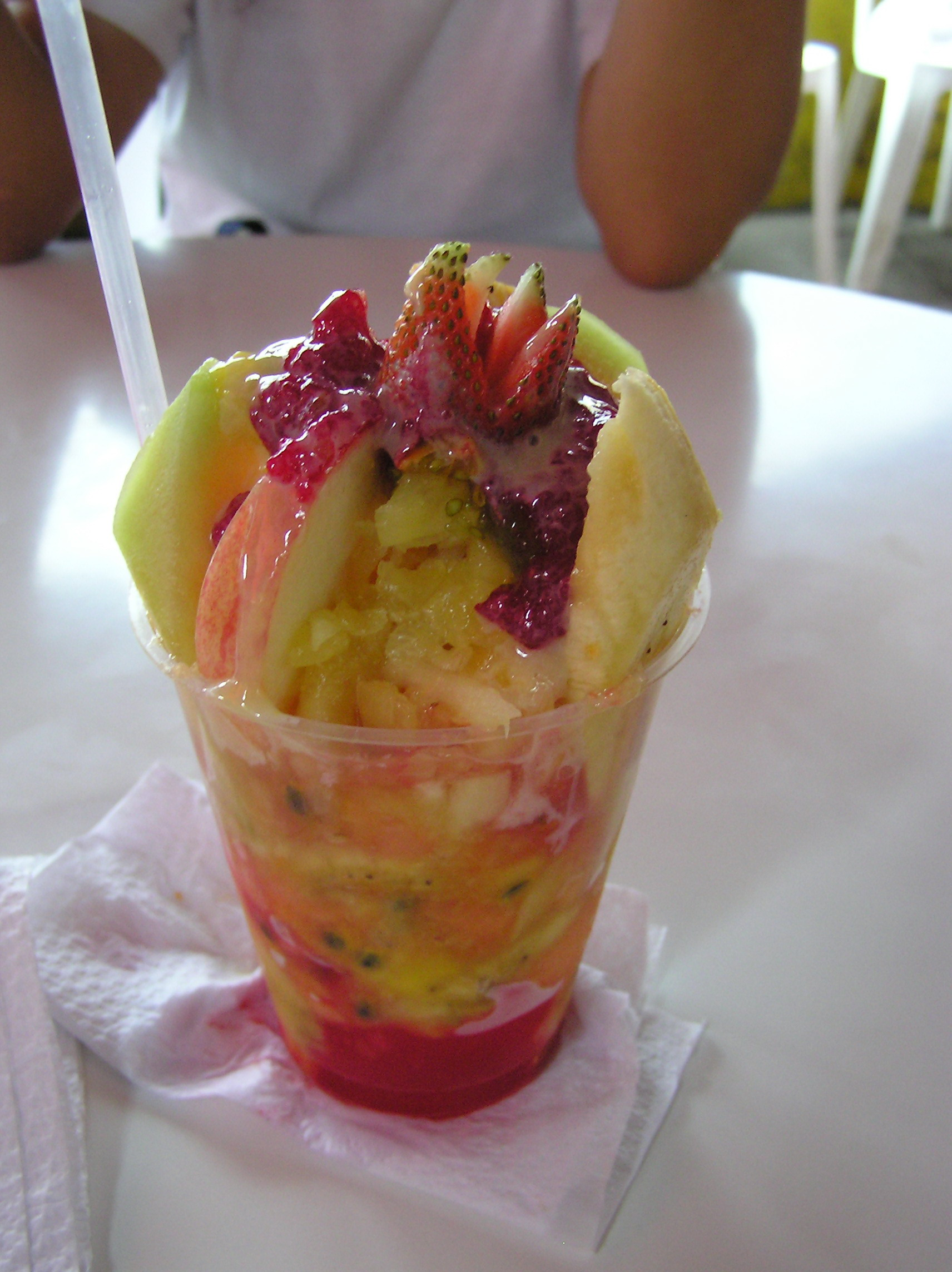
コラド
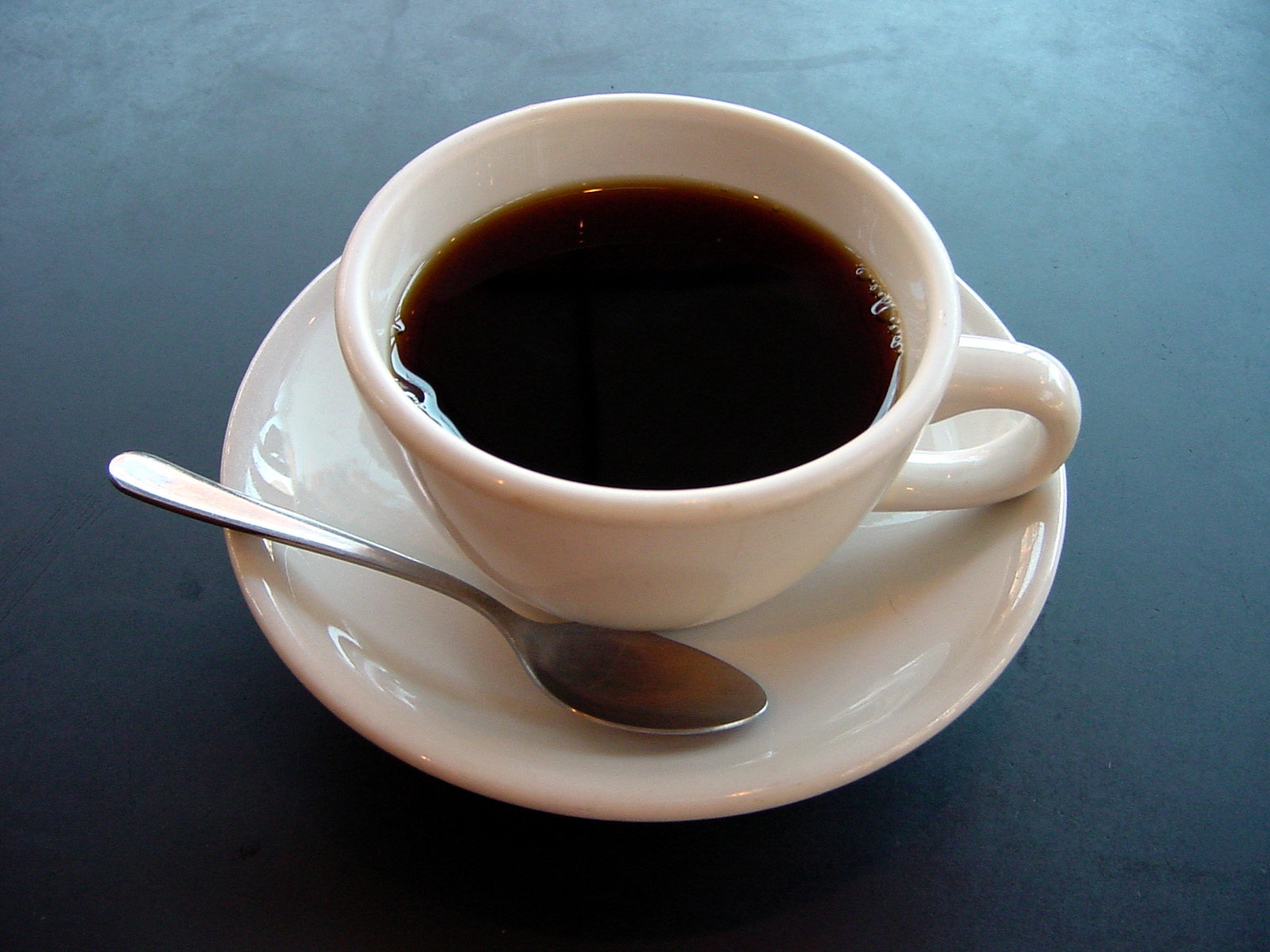
コロンビアのコーヒーは、その品質と独特の風味で知られている。

### アルコール飲料
- アグアルディエンテ（サトウキビの蒸留酒）
- クラブコロンビア（コロンビアのビール）
- カネラゾ（アグアルディエンテに砂糖、シナモンを加えた温かいアルコール飲料）

コロンビアのアルコール飲料
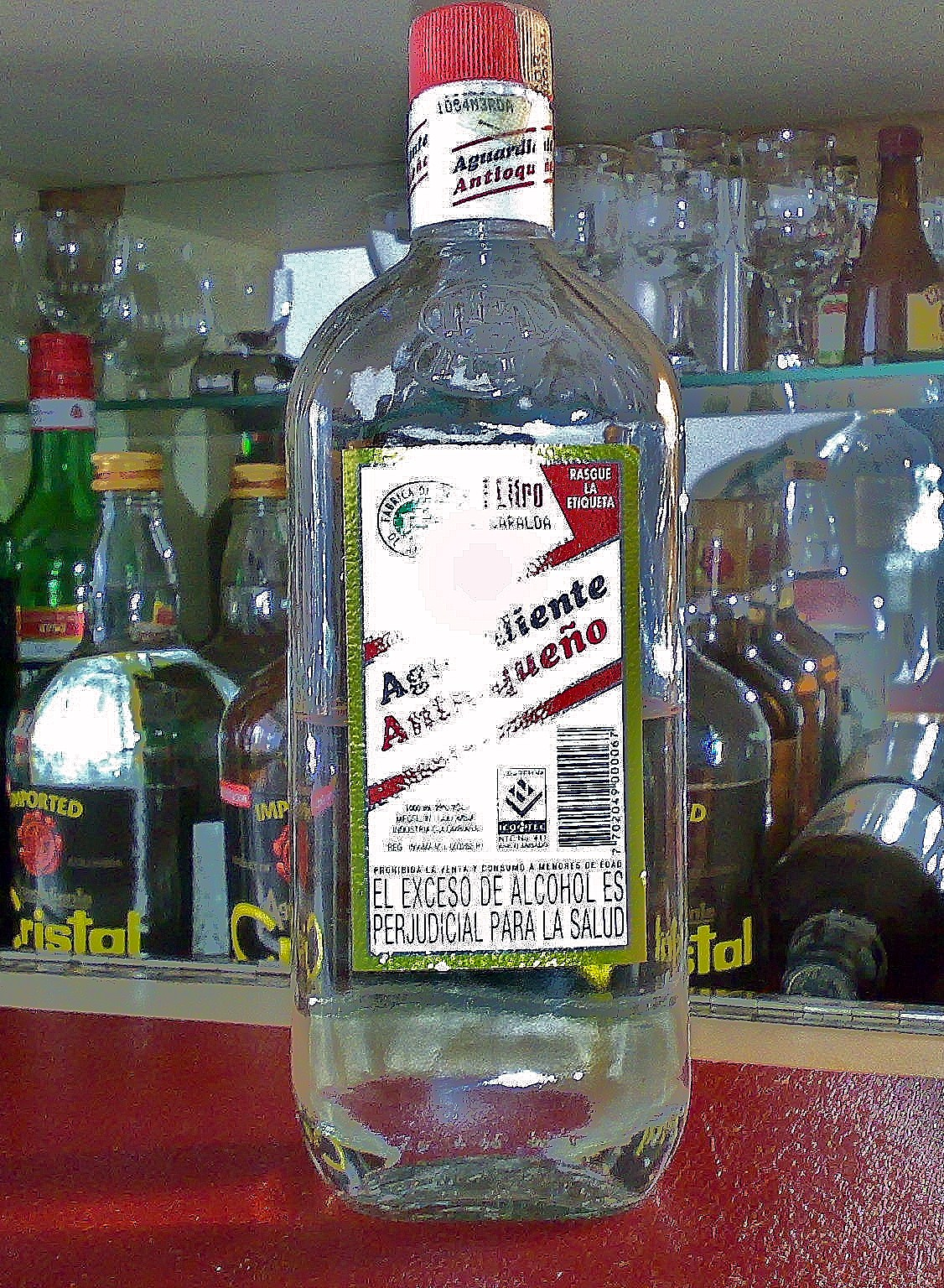
アグアルディエンテ
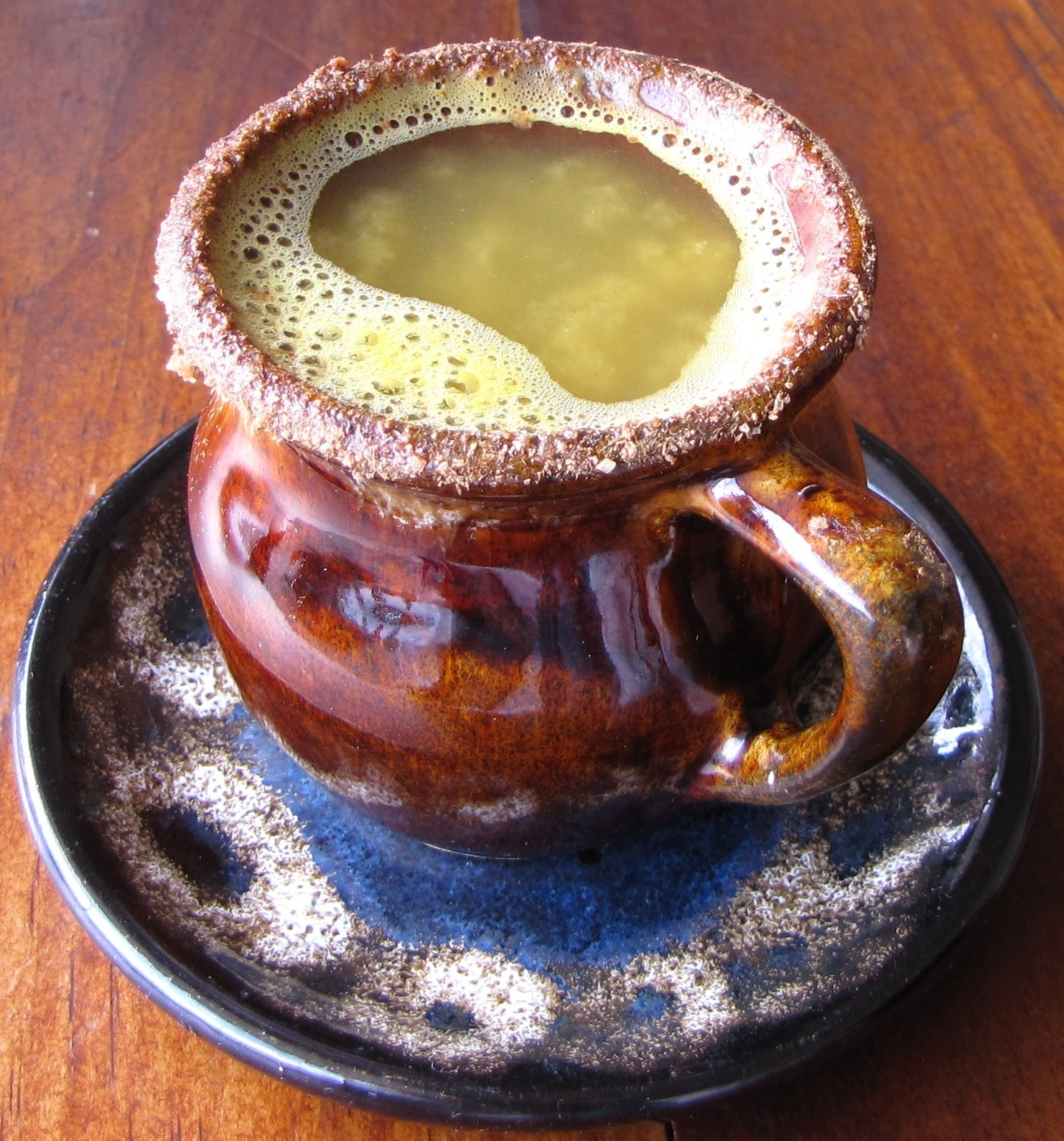
カネラゾ